# Костилєв Олексій Миколайович
Олексій Миколайович Костилєв (рос. Алексей Николаевич Костылев; нар. 1914, Москва, Російська імперія — пом. 1989, Москва, СРСР) — радянський футболіст та тренер, виступав на позиції півзахисника. Заслужений тренер РРФСР.

## Кар'єра гравця
Футбольну кар'єру розпочав 1929 року в команді «Старт» (Москва). У 1933 році перейшов до московської «Промкооперації». У 1935 році, після реорганізації команди, став гравцем московського «Спартака», у футболці якого завершив кар'єру футболіста.

## Кар'єра тренера
Кар'єру тренера розпочав по завершенні кар'єри гравця. Закінчив інститут фізичної культури і Вищу школу тренерів. З 1936 року тренував «Динамо» (Калінін), «Динамо» (Казань) та «Спартак» (Кишинів).
Після початку Німецько-радянської війни мобілізований до Червоної армії. В'язень німецького концтабору Маутгаузен. Відзначений орденом Червоної зірки та іншими медалями.
По завершенні Другої світової війни повернувся до тренерської роботи. У 1946 році приєднався до тренерського штабу донецького «Шахтаря», а в 1947 році очолив «гірників», якими керував до 1948 року. З 1949 по 1950 рік очолював сталінградське «Торпедо», а з 1953 по 1954 рік — одеський «Металург». У 1955 році переїхав до запорізького «Металурга». З 1957 по 1959 рік займав посаду головного тренера «Труда» (Воронеж). У 1960—1962 роках очолював збірну РРФСР. Потім тренував «Локомотив» (Москва), знову «Труд» (Воронеж), «Серп і Молот» (Москва), «Кубань» (Краснодар), «Металург» (Череповець), «Торпедо» (Таганрог), «Сахалін» (Южносахалінськ) та «Чкаловець» (Новосибірськ). З 1967 по 1968 рік керував клубом «Локомотив» (Калуга) на посаді технічного директора.
Помер 1989 в Москві у віці 75 років.

## Досягнення

### Як тренера
«Шахтар» (Сталіно)
- Друга група СРСР, українська зона
  -  Срібний призер (1): 1948
  -  Бронзовий призер (1): 1947

### Відзнаки
- Заслужений тренер РРФСР
- Орден Червоної Зірки